# Чептура-де-Сус
Чептура-де-Сус (рум. Ceptura de Sus) — село у повіті Прахова в Румунії. Входить до складу комуни Чептура.
Село розташоване на відстані 69 км на північ від Бухареста, 24 км на північний схід від Плоєшті, 141 км на захід від Галаца, 87 км на південний схід від Брашова.

## Населення
За даними перепису населення 2002 року у селі проживали 715 осіб, з них 711 осіб (99,4%) румунів. Рідною мовою 713 осіб (99,7%) назвали румунську.